# دار الفكر الإسلامي
دار الفكر الإسلامي دار نشر مصرية يملكها ويديرها المفكر الأستاذ جمال البنا، ومقرها 195 شارع الجيش، القاهرة.

## منشوراتها

### أولا: مؤلفات الأستاذجمال البنا
- - المرأة المسلمة بين تحرير القرآن وتقييد الفقهاء.
  - الحجاب.
  - جواز إمامة المرأة الرجال.
  - قضية الفقه الجديد.
  - الإسلام والعقلانية.
  - حرية الاعتقاد في الإسلام.
  - الأصول الفكرية للدولة الإسلامية.
  - ما بعد الإخوان المسلمين.
  - مسؤولية فشل الدولة الإسلامية في العصر الحديث.
  - قيمة العدل في الفكر الأوروبي والفكر الإسلامي.
  - نحو فقه جديد (3 أجزاء).
  - قضية الفقه الجديد.
  - الإسلام هو الحل.
  - رسالة إلى الدعوات الإسلامية المعاصرة.
  - خطابات حسن البنا الشاب إلى أبيه.
  - البرنامج الإسلامي.
  - كلا ثم كلا.
  - العودة إلى القرآن.
  - الربا.
  - قضية الحرية في الإسلام.
  - سيادة القانون والحكم بالقرآن.

### ثانيا: كتب لمؤلفين آخرين
- - دائرة تثقيف ذاتية - محمد سند الطوخي.
  - تنظيم وإصلاح وهداية - محمد سند الطوخي.
  - تبسيط الفقه - محمد سند الطوخي.
  - مختصر معاني مفردات القرآن - محمد سند الطوخي.
  - بحوث إصلاحية - محمد سند الطوخي.
  - مفهوم السيرة - ماجد صلاح الدين.
  - ديوان الإمام محمد عبده - ماجد صلاح الدين.
  - تهافت الأكاديمية - ماجد صلاح الدين.
  - بيان القرآن - ماجد صلاح الدين.
  - الإمام الشافعي - إبراهيم الوزير.
  - منهج الدعوة والعمل النبوي - إبراهيم الوزير.
  - معالم على الطريق - سعيد رمضان.
  - مع العارفين - بهي الدين الخولي وسعيد رمضان.
  - بين الذكر والدعاء - عبد المنعم سليم.
  - قراءة في كتاب الكتاب والقرآن - هالة العوري.
  - الفريضة الخامسة - علي شريعتي.
  - الجهاد - سيد قطب.
  - الحكم والسياسة - محمد متولي الشعراوي.
  - فقهيات بين الشيعة والسنة - عاطف سلام.
  - المختصر في علوم الحديث - عبد المنعم مبارك.
  - الطاغية - عبد الباسط البنا.
  - ما معنى دخول العمرة في الحج - أحمد عرفة.